# John Browne
John Browne (fl. XV secolo) è stato un compositore inglese attivo a Eton intorno al 1490.

## Biografia
Nulla di certo si conosce sulla sua vita. Un John Browne del Berkshire, nato nel 1425 e successivamente studioso al College ed Eton e al King's College di Cambridge nel 1440, sembra troppo vecchio per essere lui. Per motivi musicali si ritiene che debba essere stato coetaneo di Walter Lambe e quindi nato intorno alla metà del XV secolo. Pertanto è possibile che si tratti di John Browne di Coventry studioso a Eton nel luglio del 1467 coetaneo di Lambe. Il John Browne morto nel 1498, che era stato rettore di West Tilbury e canonico alla St Stephen's Chapel a Westminster, per questioni di vario genere non sembra poter essere stato il compositore. 
Le sue composizioni sono contenute nel manoscritto Libro corale di Eton e sono numerose, complesse e di eccellente valore musicale. È sorprendente che opere di tale eccezionale interesse siano note solo attraverso il Libro corale di Eton, pur considerando l'esiguità delle fonti tardo quattrocentesche e degli inizi del XVI secolo. opere di compositori come Walter Lambe e Richard Davy si trovano anche in altri libri corali. Carols attribuite semplicemente a Browne sono presenti nel Fayrfax Book manoscritto dei primi anni del XVI secolo  (British Museum, MS. 5465), ma è possibile che esse siano state composte da William Browne, gentiluomo della Cappella Reale 1503-1511.
John Browne si distingue dagli altri compositori di Eton nella sua scelta eccezionalmente variegata di temi - non ci sono due sue opere, fra quelle pervenute, che impieghino esattamente gli stessi - e per la  predilezione di testi molto cupi. Egli si distingue da Lambe e compositori più anziani nel suo gradimento maggiore per l'imitazione e la sua gestione un po' meno rigida di essa (per esempio con più ingressi a intervalli diversi dall'unisono o ottava, in particolare di quinta). Come Davy è meno incline a usare la cadenza di Landini (con le principali note che rientrano prima di risalire alla tonica) tanto cara a John Dunstaple e Guillaume Dufay.